# Nesticella connectens
Nesticella connectens là một loài nhện trong họ Nesticidae.
Loài này thuộc chi Nesticella. Nesticella connectens được Jörg Wunderlich miêu tả năm 1995.